# Bistoner
Bistoner var ett forngrekiskt folkslag bosatt vid sjön Bistonis i Trakien.
Bistonerna räknade sin härstamning från Biston, son till Ares och Diomedes omtalas som deras kung.